# Glossa Ordinaria

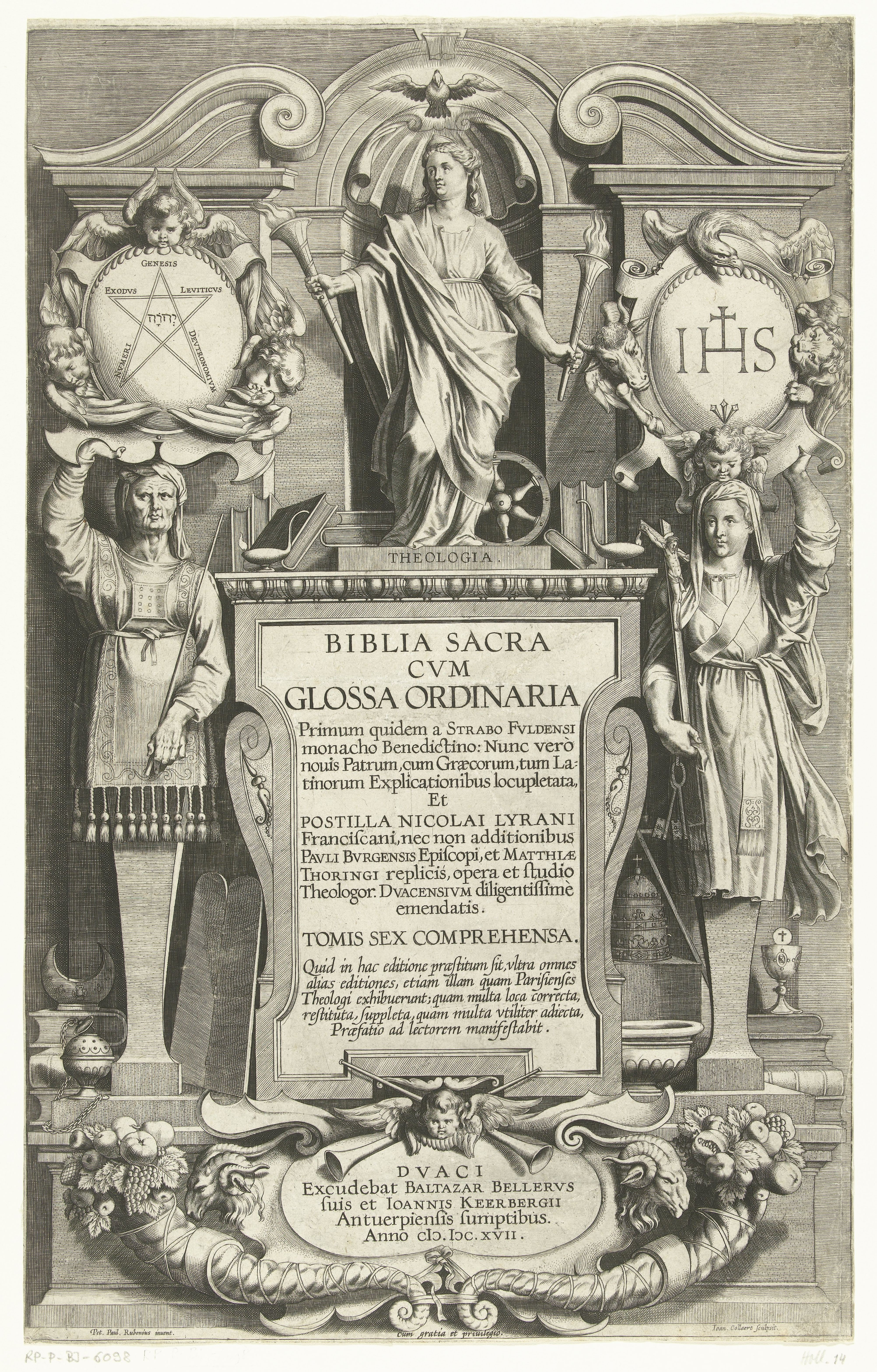
Página do título de uma Biblia Sagrada editada em Antuérpia (Bélgica), em 1617.

A Glossa ordinaria (pl. glossae ordinariae), que significa "glosa/interpretação/explicação ordinária", é uma coleção de glosas bíblicas, dos Padres da Igreja e posteriores, impressas nas margens da Vulgata. Elas eram amplamente utilizadas no sistema educacional do mundo cristão nas escolas catedráticas do período carolíngio em diante e só foram abandonadas no século XIV. Para muitas gerações, a "Glossa ordinaria" foi comentário padrão sobre as Escrituras na Europa ocidental e elas influenciaram muito a teologia e cultura cristã no ocidente. Conforme os professores liam e explicavam a Bíblia, era costumeiro fazerem referências a elas.
Uma versão muito utilizada da obra foi compilada pela escola de Laon, iniciada no começo do século XII, com Anselmo de Laon sendo geralmente creditado por seu envolvimento no projeto, que se baseou em glosas anteriores e em outras fontes. Antes do século XX, a "Glossa ordinaria" era atribuída a Valafrido Estrabão.
A Patrologia Latina (vols. 113 e 114) contém uma versão da "Glossa" que, além de incorretamente atribuída a Estrabão, é representativa de manuscritos de tradição posterior. Existe uma versão facsimile da editio princeps da obra, de 1480/81. Há um crescente interesse na "Glossa" e umas poucas edições críticas modernas parciais e traduções tem sido publicadas (vide bibliografia).

## Outras obras
A tradição das glosas bíblicas é paralela ao Mikraot Gedolot judaico.
Muitas outras obras importantes também tem suas próprias glossae ordinariae, como é o caso de Acúrsio, que escreveu uma para o "Corpus" de Justiniano ou Johannes Teutonicus Zemeke e Bartolomeu de Bréscia, que comentaram Graciano.